# Номерні знаки Ірану

## Історія нумерації в Ірані

Старий автомобіль номерного знака Малаєра

В епоху Воссуг ад-Даулі. Номерні  знаки були у вигляді табличок, кожна з яких мала число. Заміна та встановлення номерних знаків на автомобілях в Ірані розпочалася давно, історія першого номерного знака в країні сталася за 5 років після появи першої машини в країні. У ті часи було три положення про нумерацію автомобілів, які, звичайно, набули чинності через три роки після в'їзду в країну перших автомобілів. У тому році машини отримали п'ять номерних знаків: фабрика, адреса власника, задня оцінка, передня оцінка та податкова ліцензія. Прийняття законів на цьому не закінчилося; близько 1, коли кількість приватних автомобілів у місті досягла 9 осіб, правила змінилися, і таблички складалися з назви міста і приблизно на чотири вище назви міста.
У минулому номерний знак автомобіля мав п'ять цифр та назву міста, в якому був нанесений автомобіль, або з номером номерного знака та іншим міським номером. З підйомом автомобілів у країні було прийнято рішення додати до назви міст одну з літер перської абетки, і тоді настав час, щоб таблички були включені до машин із подвійним номером та новими табличками. До сімдесятих років автомобілі тепер були не в формі, а старі номерні знаки вийшли. З приходом лазерних табличок влада вирішила, що всі номерні знаки повинні бути однаковими, а цей номерний знак встановити на всіх автомобілях. Розпочато загальнодержавний проект заміни номерних знаків. У цій схемі власники автомобілів повинні були отримати заміну номерних знаків, і теги були взяті на той час.
У 1980-х рр. Він прийшов до національних табличок, які мали як нові розміри, так і дизайн, а також у формі нумерації та упорядкування цифр і букв. Проблеми заміни нальоту були такими, що в 3 році між поліцією та Судом були розбіжності, що призвело до плутанини та невизначеності. У зв'язку з цим скарбник Тегеранської міської ради на сто одинадцятій публічній сесії міської ради з посиланням на 6000 автомобілів, посаджених протягом 7-8 років, просив Суд адміністративної юстиції оголосити: У нотаріусів) законно, щоб інші чиновники також приймали та застосовували їх, щоб позбавити людей від блукань. "Ці проблеми тривали до 4 року, коли керівник Центру набору дорожнього руху оголосив, що існує близько мільйона старих номерних знаків, які ще не стали національними номерними знаками, і 500 000 номерних знаків були з початку 1980-х та початку 2000-х. Їх не існує і їх немає.
У вісімдесятих роках нові таблички в крайній правій частині табличок, двоцифровий код, представляли місце проживання та адресу міста та району, про які власник автомобіля повідомив номерний офіс при купівлі машини. Основна відмінність і, можливо, причина встановлення цього типу номерних знаків на автомобілях, полягала в тому, що він не належав до автомобіля і був власником власника автомобіля і не був переданий іншій особі, а номерний знак належав лише одній особі. І змінюючи транспортний засіб, завжди використовується фіксований номерний знак. Новий номерний знак може охоплювати до 5 мільйонів особистих автомобілів, а кількість машин, оголошених у березні, була оголошена Дослідницьким центром Медлісу в 2,8 мільйона.

## Типи номерних знаків (з 1 року і далі)
Іранські автомобільні номерні знаки мають одинадцять типів для автомобілів та номерних знаків для мотоциклів, які доступні у чотирьох кольорах. Нумерація автомобілів також така, що номер їх номерного знака можна простежити за такою інформацією, як номер номерного знака, дата номерного знака тощо. До видів бляшок належать: 
- Особисті
- Таксі
- Загальні
- Уряд
- Ветерани та інваліди
- Транзитний
- Сільське господарство
- Формальність
- Військові
- Історичний
- Мотоцикли

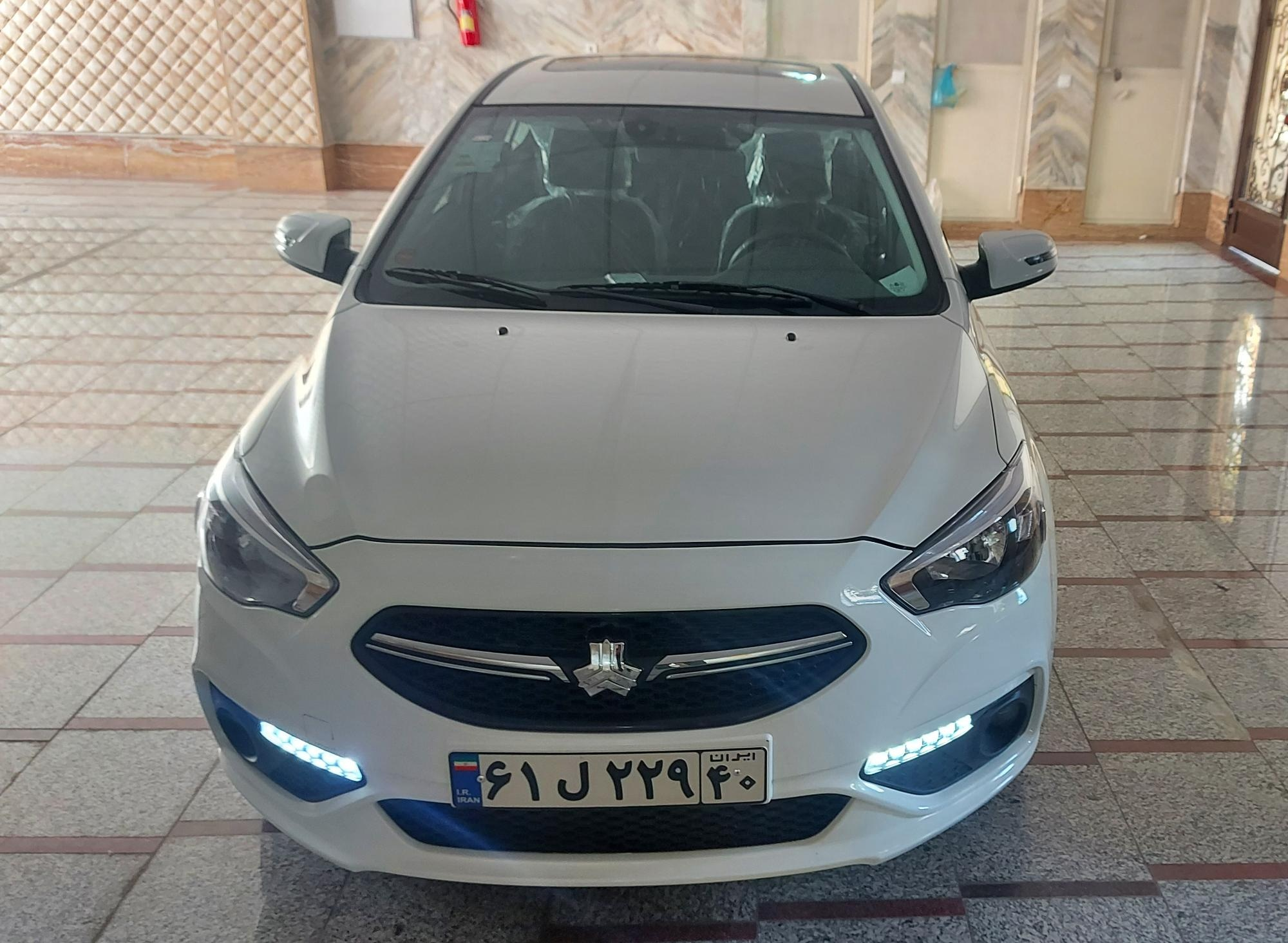
Номерний знак автомобіля в м. Тегеран

- Зони вільної торгівлі в промисловості

### Особисті машини
Окремі національні номерні знаки, як випливає з назви, видаються звичайним особистим автомобілям громади. Ці таблички є прямокутними і читаються зліва направо відповідно із зазначенням дублюючого номера, букви алфавіту, трикутника та, нарешті, дублюючого номера у квадратному полі із зазначенням місця, де видано табличку. Наприклад, в ряді Ілама 98 являє собою місто Ілама, коли буква L в його номерному знаку означає місто Ширвану і то, що я маю в вигляді міста Бадр, а різниця з останньою цифрою бляшок в кількості номерного знака можуть мати велику площу Тоді як у листах вказуються точніші області.
Персоналізовані національні таблички з чорними цифрами та літерами зроблені на білому тлі, зліва від яких написані синьою смужкою, прапором Ірану та фразою IRIRAN, що означає IRI. Внизу цифри знаходяться менші символи, написані зліва від номера номерного знака латиною та праворуч від дати номерного знака.
B, c, d, j (вимкнути), q, p, t, q, l, m, n, і, ha, y

### Спеціальна дошка для інвалідів та ветеранів
Ця дошка розроблена спеціально для інвалідів та ветеранів. Причиною розробки таблички було зробити її впізнаваною при парковці в парку для інвалідів та ветеранів, а також у наданні квот на газ та лікування. Номерний знак досить схожий на персоналізований національний номерний знак, з тією лише різницею, що він використовує спеціальний символ для інвалідів та ветеранів замість букв. На деяких системах номерні знаки відображаються як "G", наприклад, таксі в Інтернеті або системи платних автомобілів, які не використовують цей символ.

### Таблички часу
Номерний знак призначений для автомобілів, які в'їжджають у міста із зони вільної торгівлі та мають обмежений термін. На табличці використовується літера G, а дошка в нижній частині квадратної коробки додається дата.

### Таксі
Національна бляшка таксі для таксі флоту в Ірані. Таксі номерний знак персоналізованих номерних знаків аналогічна, за винятком того, що жовтий колір і буква алфавіту в верхній частині слова ТАКСІ (ТАКСІ) була написана на латині. Територія коду номерного знака фактично визначає місцезнаходження таксі. Цифри та літери на цій табличці чорні та надруковані на жовтому фоні. Цей тип номерних знаків видається як регіональний код столиці провінції (крім провінції Тегеран).

### Загальні
Державний номерний знак громадського автомобіля - номерний знак, що належить до транспортних засобів громадського транспорту, таких як вантажівки, мікроавтобуси, автобуси та маршрутки. Цифри та літери чорні та надруковані на жовтому фоні. На цьому типі таблички літера AS надрукована у загальному значенні.

### Уряд
Ця дошка для державних транспортних засобів, в тому числі легкових автомобілів, автобусів, мікроавтобусів, вантажних автомобілів і так далі. Пластина має прямокутну форму і читається зліва направо і зліва направо, включаючи двозначне число, букву, число і S · hrqmy двозначне число в поле Mrbshkl. Цифри та букви цього білого нальоту надруковані на червоному тлі.

### Військові
Ця табличка спеціальна для правоохоронних машин (ПА), МРГК, Міністерства оборони (Z), Армії (SH) та Генерального штабу командування Збройних Сил. Наліт прямокутний і зчитується зліва направо, який містить дефіс, трицифрове число і, нарешті, дефіс у квадратній коробці із зазначенням того, де видано табличку.

### Номерні знаки для історичних автомобілів
Іранський номерний знак історичних автомобілів - номерний знак для старих автомобілів із такими характеристиками:
- Вишукані машини: Автомобілі, які випускаються більше 5 років.
- Старі транспортні засоби: Транспортні засоби, які випускаються більше 5 років і відрізняються унікальним дизайном, технікою або конструкцією.
- Спеціальні транспортні засоби: Автомобілі, що мають культурний вимір.

Ця табличка має прямокутну форму і, на відміну від інших використовуваних номерів, має стандартний американський розмір (2 дюйми в довжину і 5 дюймів в ширину) і розділена на три прямокутні секції, які вказані у верхньому правому куті історичної фрази Знизу справа - номер номерного знака, а ліворуч - блакитний прапор Ірану, над яким написано фразу IR IRAN, а внизу - фотографію історичного місця.

### Дипломатичні номери
Номерний знак призначений для автомобілів посольства, і користуватися цими автомобілями може лише персонал посольства. Власники цих автомобілів можуть ввозити свій автомобіль без будь-яких ввізних мит. Середні літери на цих табличках - D (для дипломатів) та S (для служб посольства).
Номерні знаки для мотоциклів
Цей тип номерних знаків є спеціальним для мотоциклів, який встановлюється лише на задній частині автомобіля, він прямокутний і за розмірами відповідає стандарту європейських номерних знаків для мотоциклів. Меморіальна дошка розділена на три секції, розташовані вгорі зліва, синій прямокутник з прапором ІЧ та написом. Вгорі є трицифрове число, яке вказує, де видано табличку. Внизу - п'ятизначне число.
| Номерні знаки для мотоциклів | Номерні знаки для мотоциклів      | Номерні знаки для мотоциклів                                                   | Номерні знаки для мотоциклів | Номерні знаки для мотоциклів | Номерні знаки для мотоциклів                          |
| R                            | Провінція                         | Код нальоту                                                                    | R                            | Провінція                    | Код нальоту                                           |
| ---------------------------- | --------------------------------- | ------------------------------------------------------------------------------ | ---------------------------- | ---------------------------- | ----------------------------------------------------- |
| ۱                            | Східний Азербайджан 2             | ۳۹۱, ۳۹۲, ۳۹۳, ۳۹۴, ۳۹۵, ۳۹۶, ۳۹۷                                              | ۱۷                           | Фарс                         | ۶۸۷, ۶۸۸, ۶۸۹, ۶۹۱, ۶۹۲, ۶۹۳, ۶۹۴, ۶۹۵, ۶۹۶, ۶۹۷, ۶۹۸ |
| ۲                            | Західний Азербайджан              | ۳۷۱, ۳۷۲, ۳۷۳, ۳۷۴, ۳۷۵, ۳۷۶, ۳۷۷                                              | ۱۸                           | Казвін 1                     | ۵۲۳, ۵۲۴, ۵۲۵                                         |
| ۳                            | Ардебіл 2                         | ۴۴۲, ۴۴۳                                                                       | ۱۹                           | Qom 2                        | ۶۱۱, ۶۱۲, ۶۱۳, ۶۱۴, ۶۱۵                               |
| ۴                            | Ісфахан 1                         | ۶۱۸, ۶۱۹, ۶۲۱, ۶۲۲, ۶۲۳, ۶۲۴, ۶۲۵, ۶۲۶, ۶۲۷, ۶۲۸, ۶۲۹, ۶۳۱, ۶۳۲, ۶۳۳, ۶۳۴, ۶۳۵ | ۲۰                           | Курдистан                    | ۴۶۱, ۴۶۲                                              |
| ۵                            | Альборзький і Тегеранський повіти | ۳۱۹, ۳۲۱, ۳۲۲, ۳۲۳, ۳۲۴                                                        | ۲۱                           | Керман 1                     | ۸۱۲, ۸۱۳, ۸۱۴, ۸۱۵, ۸۱۶, ۸۱۷                          |
| ۶                            | Ілам                              | ۵۴۷                                                                            | ۲۲                           | Керманшах 1                  | ۵۱۴, ۵۱۵, ۵۱۶, ۵۱۷                                    |
| ۷                            | Бушер 2                           | ۸۲۷, ۸۲۸, ۸۲۹, ۸۳۱                                                             | ۲۳                           | Коггілуе і Бойєр Ахмад       | ۵۷۱                                                   |
| ۸                            | Центр Тегерану                    | ۱۱۱, ۱۱۲, ۱۱۳, ۱۱۴,…, ۱۳۸, ۱۳۹, ۱۴۱                                            | ۲۴                           | Голестан 1                   | ۵۹۶, ۵۹۷                                              |
| ۹                            | Chaharmahal & Bakhtiari           | ۵۵۵                                                                            | ۲۵                           | Гілан 1                      | ۵۷۸, ۵۷۹, ۵۸۱, ۵۸۲                                    |
| ۱۰                           | Південний Хорасан                 | ۷۹۱, ۷۹۲                                                                       | ۲۶                           | Лорестан 1                   | ۵۳۸, ۵۳۹, ۵۴۱, ۵۴۲, ۵۴۳                               |
| ۱۱                           | Хорасан Разаві 1                  | ۷۶۱, ۷۶۲, ۷۶۳, ۷۶۴, ۷۶۵, ۷۶۶, ۷۶۷, ۷۶۸, ۷۶۹, ۷۷۱, ۷۷۲, ۷۷۳, ۷۷۴, ۷۷۵, ۷۷۶, ۷۷۷ | ۲۷                           | Мазандаран 1                 | ۵۸۶, ۵۸۷, ۵۸۸, ۵۸۹                                    |
| ۱۲                           | Північний Хорасан                 | ۷۷۹, ۷۸۱                                                                       | ۲۸                           | Центральна 1                 | ۵۳۱, ۵۳۲, ۵۳۳, ۵۳۴, ۵۳۵, ۵۳۶, ۵۳۷                     |
| ۱۳                           | Хузестан 1                        | ۵۶۱, ۵۶۲, ۵۶۳, ۵۶۴, ۵۶۵, ۵۶۶, ۵۶۷, ۵۶۸, ۵۶۹, ۸۵۱                               | ۲۹                           | Гормозган 1                  | ۸۳۵, ۸۳۶, ۸۳۷, ۸۳۸, ۸۳۹                               |
| ۱۴                           | Занджан 2                         | ۴۷۹, ۴۸۱, ۴۸۲                                                                  | ۳۰                           | Хамедан 1                    | ۴۹۸, ۴۹۹, ۵۱۱                                         |
| ۱۵                           | Семнан 1                          | ۷۵۱, ۷۵۲, ۷۵۳                                                                  | ۳۱                           | Язд 1                        | ۶۳۷, ۶۳۸, ۶۳۹, ۶۴۱, ۶۴۲, ۶۴۳                          |
| ۱۶                           | Сістан і Балучестан               | ۸۱۹, ۸۲۱, ۸۲۲, ۸۲۳                                                             |                              |                              |                                                       |

## Букви, що використовуються
| Лист                                 | Особливо для автомобілів                       |
| ------------------------------------ | ---------------------------------------------- |
| B C D S P </br> Питання та відповіді | Особисті транспортні засоби                    |
| А                                    | Державні установи та установи                  |
| С                                    | Поліція (правоохоронні органи)                 |
| D                                    | Таксі                                          |
| Е                                    | Корпус ісламської революційної гвардії         |
| Г                                    | Підтримка Міністерства оборони та збройних сил |
| Дж.                                  | Інваліди та ветерани (вставлено)               |
| Ш                                    | Армія Ісламської Республіки Іран               |
| A.                                   | Громадські машини                              |
| F.                                   | Генеральний штаб Збройних Сил                  |
| К.                                   | Сільськогосподарська техніка                   |
| С                                    | Тимчасовий прохід                              |
| D                                    | Дипломати посольства                           |
| S                                    | Послуги посольства                             |

## Телефонні коди міст
| Провінція            | Код                                                                                     | Провінція                                                                               | Код                                                                                     |
| -------------------- | --------------------------------------------------------------------------------------- | --------------------------------------------------------------------------------------- | --------------------------------------------------------------------------------------- |
| Тегеран              | ۱۱, ۲۲, ۳۳, ۴۴, ۵۵, ۶۶, ۷۷, ۸۸, ۹۹ </br> ۱۰, ۲۰, ۳۰, ۴۰, ۵۰, ۶۰, ۷۰, ۸۰, ۹۰, ۷۸, ۲۱, ۳۸ | ۱۱, ۲۲, ۳۳, ۴۴, ۵۵, ۶۶, ۷۷, ۸۸, ۹۹ </br> ۱۰, ۲۰, ۳۰, ۴۰, ۵۰, ۶۰, ۷۰, ۸۰, ۹۰, ۷۸, ۲۱, ۳۸ | ۱۱, ۲۲, ۳۳, ۴۴, ۵۵, ۶۶, ۷۷, ۸۸, ۹۹ </br> ۱۰, ۲۰, ۳۰, ۴۰, ۵۰, ۶۰, ۷۰, ۸۰, ۹۰, ۷۸, ۲۱, ۳۸ |
| Хорасан Разаві       | ۱۲, ۳۲, ۴۲, ۳۶, ۷۴                                                                      | Центральний                                                                             | ۴۷, ۵۷                                                                                  |
| Ісфахан              | ۱۳, ۲۳, ۴۳, ۵۳, ۶۷                                                                      | Бушер                                                                                   | ۴۸, ۵۸                                                                                  |
| Фарс                 | ۶۳, ۷۳, ۸۳, ۹۳, ۳۹                                                                      | Курдистан                                                                               | ۵۱, ۶۱                                                                                  |
| Альборз              | ۶۸, ۷۸, ۲۱, ۳۸, ۳۰                                                                      | Язд                                                                                     | ۵۴, ۶۴                                                                                  |
| Мазандаран           | ۶۲, ۷۲, ۸۲, ۹۲                                                                          | Голестан                                                                                | ۵۹, ۶۹                                                                                  |
| Хузестан             | ۱۴, ۲۴, ۳۴                                                                              | Chaharmahal & Bakhtiari                                                                 | ۷۱, ۸۱                                                                                  |
| Східний Азербайджан  | ۱۵, ۲۵, ۳۵                                                                              | Казвін                                                                                  | ۷۹, ۸۹                                                                                  |
| Західний Азербайджан | ۱۷, ۲۷, ۳۷                                                                              | Гормозган                                                                               | ۸۴, ۹۴                                                                                  |
| Керман               | ۴۵, ۶۵, ۷۵                                                                              | Сістан і Балучестан                                                                     | ۸۵, ۹۵                                                                                  |
| Гілан                | ۴۶, ۵۶, ۷۶                                                                              | Семнан                                                                                  | ۸۶, ۹۶                                                                                  |
| Гамедан              | ۱۸, ۲۸                                                                                  | Занджан                                                                                 | ۸۷, ۹۷                                                                                  |
| Керманшах            | ۱۹, ۲۹                                                                                  | Qom                                                                                     | ۱۶                                                                                      |
| Лорестан             | ۳۱, ۴۱                                                                                  | Ардебіл                                                                                 | ۹۱                                                                                      |
| Північний Хорасан    | ۳۲, ۲۶                                                                                  | Коггілуе і Бойєр Ахмад                                                                  | ۴۹                                                                                      |
| Південний Хорасан    | ۳۲, ۵۲                                                                                  | Ілам                                                                                    | ۹۸                                                                                      |

## Тегеран
| Столиця     | Код                                                                 | Код                                                                 | Код                                                                 |
| ----------- | ------------------------------------------------------------------- | ------------------------------------------------------------------- | ------------------------------------------------------------------- |
| Тегеран     | ۱۱, ۲۲, ۳۳, ۴۴, ۵۵, ۶۶, ۷۷, ۸۸, ۹۹, ۱۰ </br> 20 б в г о п р л я н т | ۱۱, ۲۲, ۳۳, ۴۴, ۵۵, ۶۶, ۷۷, ۸۸, ۹۹, ۱۰ </br> 20 б в г о п р л я н т | ۱۱, ۲۲, ۳۳, ۴۴, ۵۵, ۶۶, ۷۷, ۸۸, ۹۹, ۱۰ </br> 20 б в г о п р л я н т |
| Місто       | Код                                                                 | Місто                                                               | Код                                                                 |
| Князь       | ۷۸ е </br> ۲۱ Гей, ей </br> ۳۸ с і </br> 2 б                        | Ісламшахр                                                           | 2б </br> 2 б. 1 год                                                 |
| Мільярд     | ۷۸ е </br> ۲۱ Гей, ей </br> ۳۸ с і </br> 2 б                        | Пакдашт                                                             | 1 л. ۲۱ n </br>                                                     |
| Qods        | ۷۸ е </br> ۲۱ Гей, ей </br> ۳۸ с і </br> 2 б                        | Пакдашт                                                             | 1 л. ۲۱ n </br>                                                     |
| Рігат Карим | 1 c. 1 c </br> 1 л. С                                               | Damavand                                                            | ۷۸ стор </br> ۲۱ у                                                  |
| Бахарестан  | 1 c. 1 c </br> 1 л. С                                               | Кампус                                                              | ۷۸ стор </br> ۲۱ у                                                  |
| Варамін     | З. </br> م QM </br> ۳۸ стор                                         | Firoozkooh                                                          | 1 год                                                               |
| Ведучий     | З. </br> م QM </br> ۳۸ стор                                         | Промінь                                                             | ۷۸ n                                                                |
| Кларіс      | З. </br> م QM </br> ۳۸ стор                                         | Шемарінат                                                           | ۷۸ І                                                                |

## Провінція Хорасан-е-Разаві (Коди: 1, 2, 2, 2, 2)
| Центр           | Код                                                                                        | Код                                                                                        | Код                                                                                        |
| --------------- | ------------------------------------------------------------------------------------------ | ------------------------------------------------------------------------------------------ | ------------------------------------------------------------------------------------------ |
| Мешхед          | ۱۲ Усі букви </br> ق ق і ـ </br> ۳۶۳۶ ج ۳۶ ص ص ص ص و وـــــــ </br> ۷۴۷۴ د ص و و و و ..... | ۱۲ Усі букви </br> ق ق і ـ </br> ۳۶۳۶ ج ۳۶ ص ص ص ص و وـــــــ </br> ۷۴۷۴ د ص و و و و ..... | ۱۲ Усі букви </br> ق ق і ـ </br> ۳۶۳۶ ج ۳۶ ص ص ص ص و وـــــــ </br> ۷۴۷۴ د ص و و و و ..... |
| Місто           | Код                                                                                        | Місто                                                                                      | Код                                                                                        |
| Нейшабур        | 2б </br> 1 л. ۷۴                                                                           | Кашемір                                                                                    | 1 вечора </br> 1 год                                                                       |
| Бірюза          | 2б </br> 1 л. ۷۴                                                                           | Халілабад                                                                                  | 1 вечора </br> 1 год                                                                       |
| Сабзевар        | C. ۴۲ n </br> 1 вечора 1 л                                                                 | Тайбад                                                                                     | Е-е                                                                                        |
| Джовін          | C. ۴۲ n </br> 1 вечора 1 л                                                                 | Звичайно                                                                                   | Е-е                                                                                        |
| Дядько          | C. ۴۲ n </br> 1 вечора 1 л                                                                 | Гонабад                                                                                    | 1 год </br> ?                                                                              |
| Щасливі         | C. ۴۲ n </br> 1 вечора 1 л                                                                 | Беджистан                                                                                  | 1 год </br> ?                                                                              |
| Суддя           | C. ۴۲ n </br> 1 вечора 1 л                                                                 | Хаф                                                                                        | ۴۲ стор                                                                                    |
| Торбат Гейдарії | ۳۲ ln </br> ۳۶ n                                                                           | Фріман                                                                                     | 2 б                                                                                        |
| Зава            | ۳۲ ln </br> ۳۶ n                                                                           | Папороті                                                                                   | D                                                                                          |
| Туман           | ۳۲ ln </br> ۳۶ n                                                                           | Панірувальні сухарі                                                                        | 1 л                                                                                        |
| Кубок Торпедо   | ۳۲ стор. ۳۶ у                                                                              | Дрекси                                                                                     | З.                                                                                         |
| Баран           | ۳۲ С                                                                                       | Сумно                                                                                      | 1 вечора                                                                                   |
| Площинне дерево | ۴۲                                                                                         | Калат                                                                                      | ۴۲ у                                                                                       |

## Провінція Ісфахан (Коди: 1, 2, 2, 2, 2)
| Центр         | Код                                                      | Код                                                      | Код                                                      |
| ------------- | -------------------------------------------------------- | -------------------------------------------------------- | -------------------------------------------------------- |
| Ісфахан       | ۱۳ Усі букви </br> ۵۳۵۳ ج ص ق ق و و .. </br> ۶۷۶۷ ج س س. | ۱۳ Усі букви </br> ۵۳۵۳ ج ص ق ق و و .. </br> ۶۷۶۷ ج س س. | ۱۳ Усі букви </br> ۵۳۵۳ ج ص ق ق و و .. </br> ۶۷۶۷ ج س س. |
| Місто         | Код                                                      | Місто                                                    | Код                                                      |
| Шахін Шахр    | ۴۳ дл </br> 1 вечора 1 год                               | Голпайган                                                | ۲۳ стор                                                  |
| Лопата і коса | ۴۳ дл </br> 1 вечора 1 год                               | Натанц                                                   | ۲۳                                                       |
| Наджафабад    | C. 1 вечора </br> ۵۳ n 1 вечора                          | Ардестан                                                 | 1 год                                                    |
| Наджафабад    | C. 1 вечора </br> ۵۳ n 1 вечора                          | Хансар                                                   | 1 л                                                      |
| Кашан         | 2 б. ۴۳ І </br> Е-е                                      | Найн                                                     | 1 вечора                                                 |
| Кашан         | 2 б. ۴۳ І </br> Е-е                                      | Лиман і пустеля                                          | 1 вечора                                                 |
| Хомейні Шахр  | З. ۴۳ n </br> ۵۳ у                                       | Самірам                                                  | ۲۳ n                                                     |
| Хомейні Шахр  | З. ۴۳ n </br> ۵۳ у                                       | Fereidoun Shahr                                          | ۲۳ І                                                     |
| Ленджан       | ۲۳ у. Е-е </br> ۶۷ стор                                  | Фріден (и)                                               | 2 б                                                      |
| Ленджан       | ۲۳ у. Е-е </br> ۶۷ стор                                  | Чадеган                                                  | 2 б                                                      |
| Фалавар'ян    | Е-е. ۴۳ у </br> 1 л                                      | Буїн і Міандаш                                           | 2 б                                                      |
| Фалавар'ян    | Е-е. ۴۳ у </br> 1 л                                      | Аран і Бідголь                                           | З.                                                       |
| Шахраза       | D. ۵۳                                                    | Стрілки та повзання                                      | ۴۳ стор                                                  |
| Щасливі       | ۴۳ c                                                     | Аграрії                                                  | 1 год                                                    |

## Провінція Фарс (Коди: 1, 2, 2, 2, 2)
| Центр       | + Місто                                  | Код                                         | Код                                         | Код                                         | Код                                         |
| ----------- | ---------------------------------------- | ------------------------------------------- | ------------------------------------------- | ------------------------------------------- | ------------------------------------------- |
| Шираз </br> | Слуга </br> Харама, Квар </br> Голдсміти | ۶۳ Усі букви </br> ۹۳۹۳ ج ص ص ص ط‍‍‍‍‍‍‍‍‍‍‍‍‍‍ </br> 2 б | ۶۳ Усі букви </br> ۹۳۹۳ ج ص ص ص ط‍‍‍‍‍‍‍‍‍‍‍‍‍‍ </br> 2 б | ۶۳ Усі букви </br> ۹۳۹۳ ج ص ص ص ط‍‍‍‍‍‍‍‍‍‍‍‍‍‍ </br> 2 б | ۶۳ Усі букви </br> ۹۳۹۳ ج ص ص ص ط‍‍‍‍‍‍‍‍‍‍‍‍‍‍ </br> 2 б |
| Місто       | Код                                      | Місто                                       | ۷۳                                          | Місто                                       | ۸۳                                          |
| Лорестан    | С </br> 1 вечора </br> 1 л               | Дараб </br> + 1Q                            | D                                           | Мамасані                                    | Б                                           |
| Осел        | С </br> 1 вечора </br> 1 л               | Дараб </br> + 1Q                            | D                                           | Рустам                                      | Б                                           |
| Зробити     | С </br> 1 вечора </br> 1 л               | Фіруз Абад                                  | Т                                           | Заррін Дашт                                 | С                                           |
| Оз          | С </br> 1 вечора </br> 1 л               | Абаде                                       | Ага                                         | Бітум і карзин                              | D                                           |
| Марвдашт    | 1 л. ۸۳ І </br> ۹۳ І                     | Ламард                                      | М                                           | Печатка                                     | З.                                          |
| Пасаргади   | 1 л. ۸۳ І </br> ۹۳ І                     | Не потрібно                                 | N                                           | Арсанджан                                   | П                                           |
| Kazeroon    | ۷۳ стор. ۸۳ n </br> ۹٣ у                 | Пощастило                                   | N                                           | Ви застрягли                                | Я                                           |
| Гори        | ۷۳ стор. ۸۳ n </br> ۹٣ у                 | Естебан                                     | І                                           | Баванат                                     | Ага                                         |
| Яхром       | 2 б. Е-е                                 | Евклід                                      | Гей                                         | Бородатий                                   | Ага                                         |
| Лайно       | 2 б. Е-е                                 | Білий                                       | Я                                           | Метафора                                    | L                                           |
| Фаса        | З. ۸۳ у                                  | Дядько                                      | Я                                           | Метафора                                    | L                                           |

## Провінція Мазандаран (Коди: 1, 2, 3, 2)
Шаблон:وسط چین
| مرکز       | +                  | ۶۲          | ۶۲               | ۶۲          |
| ---------- | ------------------ | ----------- | ---------------- | ----------- |
| ساری       | میان‌دورود          | ب ج د س ص ط | ب ج د س ص ط      | ب ج د س ص ط |
| شهر        | کد                 | شهر         | کد               |             |
| بابل       | ۷۲ ج ۸۲ ج ص م ۹۲ ج | آمل         | ۷۲ ب ۸۲ د ق ۹۲ ب |             |
| قائمشهر    | ۷۲ ل ۸۲ س ن        | چالوس       | ۷۲ ن ۸۲ و        |             |
| سیمرغ      | ۷۲ ل ۸۲ س ن        | کلاردشت     | ۷۲ ن ۸۲ و        |             |
| تنکابن     | ۷۲ د ۸۲ ط          | بهشهر       | ۷۲ ق ۸۲ ه‍        |             |
| عباس‌آباد   | ۷۲ د ۸۲ ط          | گلوگاه      | ۷۲ ق ۸۲ ه‍        |             |
| بابلسر     | ۷۲ م ۸۲ ل          | نوشهر       | ۷۲ ص ۸۲ ی        |             |
| فریدون‌کنار | ۷۲ م ۸۲ ل          | نوشهر       | ۷۲ ص ۸۲ ی        |             |
| نور        | ۷۲ ط . ۹۲ د        | رامسر       | ۷۲ س             |             |
| محمودآباد  | ۷۲ و               | نکا         | ۷۲ ه‍             |             |
| جویبار     | ۷۲ ی               | سوادکوه     | ۸۲ ب             |             |

Шаблон:پایان

## Провінція Хузестан (Коди: 1, 2, 2)
| Центр      | Ахваз                  | + Хамідія, Карун, Баві | + Хамідія, Карун, Баві | + Хамідія, Карун, Баві |
| Код        | 14 б в г о п р л я н т | 14 б в г о п р л я н т | 14 б в г о п р л я н т |                        |
| Місто      | Код                    | Місто                  | Код                    |                        |
| Гадкий     | D. ۳۴ стор             | Щасливі                | Е-е                    |                        |
| Mahshahr   | ۲۴ ۳۴ До речі          | Надія                  | С                      |                        |
| Абадан     | 2 б. 1 год             | Садовий                | 2 б                    |                        |
| До речі    | З. ۳۴ n                | Мечеть Соломона        | ۲۴ стор                |                        |
| Агаджарі   | З. ۳۴ n                | Андіка                 | ۲۴ стор                |                        |
| Шуштар     | ۲۴ n Е-е               | Азадеганська рівнина   | 1 год                  |                        |
| Зрозумів   | ۲۴ n Е-е               | Бабуся                 | 1 год                  |                        |
| Суса       | ۲۴ І. 1 вечора         | Рамхормоз              | 1 л                    |                        |
| Yikes      | ۲۴ у. 1 л              | Рамшир                 | 1 л                    |                        |
| Хоррамшахр | С                      | Гафткель               | 1 л                    |                        |
| Андімешк   | 1 вечора               | Лалі                   | З.                     |                        |
| Андімешк   | 1 вечора               | Індіанці               | D                      |                        |

## Провінція Східний Азарбаджан (Коди: 1, 2, 2)
| Центр       | Код                      | Код                      | Код                      |
| ----------- | ------------------------ | ------------------------ | ------------------------ |
| Тебриз      | ۱۵ Усі букви </br> ۳۵ MH | ۱۵ Усі букви </br> ۳۵ MH | ۱۵ Усі букви </br> ۳۵ MH |
| Місто       | Код                      | Місто                    | ۲۵                       |
| Марагех     | 2 б. 1 год               | Міраж                    | П                        |
| Маранд      | C. ۳۵                    | Джолфа                   | Я                        |
| Середній    | D. ۳۵ n                  | Hashtrood                | Ага                      |
| А-а-а       | З. ۳۵ І                  | Клебер                   | І                        |
| Горанд      | З. ۳۵ І                  | До побачення             | І                        |
| Осько       | 2 б                      | Бонаб                    | L                        |
| Варцеган    | С                        | Бостанабад               | М                        |
| Нічого собі | D                        | Шабестар                 | N                        |
| Gharaghaj   | З.                       | Гарріс                   | Гей                      |
| Поміщики    | ۳۵ стор                  | Азаршар                  | Я                        |

## Провінція Західний Азербайджан (Коди: 1, 2, 2)
| Центр    | ۱۷                 | ۱۷       | ۱۷          |
| -------- | ------------------ | -------- | ----------- |
| Урмія    | Б                  | Б        | Б           |
| Місто    | Код                | Місто    | Код         |
| Хой      | 2 б </br> 2 вечора | Маку     | D </br> 1 л |
| Жувати   | 2 б </br> 2 вечора | Повинен  | D </br> 1 л |
| Міандоаб | ۲۷ С               | Полдашт  | D </br> 1 л |
| Букан    | ۲۷ n ۳۷            | Сардаш   | 1 вечора    |
| Махабад  | C. ۳۷ стор         | Соколи   | 1 л         |
| Сальми   | З. 1 год           | Такаб    | 1 год       |
| Огляд    | ۲۷ стор. D         | Ashnouie | ۲۷ у        |
| Піраншар | ۲۷ І. З.           | Халдаран | Е-е         |

## Провінція Керман (Коди: 1, 2, 2)
| Центр      | ۴۵             | ۴۵         | ۴۵                |
| ---------- | -------------- | ---------- | ----------------- |
| Керман     | Б              | Б          | Б                 |
| Місто      | Код            | Місто      | Код               |
| Рафсанджан | 2б </br> ۷۵ QL | Заранда    | ۶۵ </br> ۷۵       |
| Гранати    | 2б </br> ۷۵ QL | Альпіністи | ۶۵ </br> ۷۵       |
| Сірджан    | D </br> ۷۵ b   | Жирофт     | ۶۵ стор </br> D   |
| Бам        | С </br> С      | Старий     | 1 год </br> 1 год |
| Фадж       | С </br> С      | Рудбар     | 1 год </br> 1 год |
| Рейган     | С </br> С      | Замок Ганч | 1 год </br> 1 год |
| Нармашир   | С </br> С      | Фаряб      | 1 год </br> 1 год |
| Текстура   | З.             | Бардир     | 1 вечора          |
| Побажання  | З.             | Менажерія  | ۶۵ n              |
| Гума       | З.             | Анкарабад  | ۶۵ І              |
| Шахрабак   | 1 л            | Ровер      | Е-е               |

## Провінція Гуйлан (Коди: 1, 2, 2)
| Центр               | ۴۶           | ۴۶          | ۴۶  |
| ------------------- | ------------ | ----------- | --- |
| Rasht               | Б            | Б           | Б   |
| Місто               | Код          | Місто       | ۵۶  |
| Лахіян              | 2c - 2d      | Астара      | D   |
| Анзалі              | 2b-2c        | Рудбар      | Я   |
| Анкераж             | 1:00 - 16:00 | Монастир    | Ага |
| Талеш               | ۵۶۵۶ - ۷۶۷۶  | Фуман       | L   |
| Родос               | ۵۶ р - ۷۶ ах | Резван Шахр | N   |
| Сігель              | 2 б          | Amlash      | І   |
| Поріг </br> Ашрафіє | С            | Масал       | Гей |
| Поріг </br> Ашрафіє | С            | Вал         | Я   |

## Провінція Хамадан (Коди: 1, 2)
| Центр    | +          | ۱۸                 | ۱۸    | ۱۸    |
| -------- | ---------- | ------------------ | ----- | ----- |
| Гамедан  | Жіноча     | Bcd c              | Bcd c | Bcd c |
| Місто    | ۲۸         | Місто              | ۲۸    |       |
| Малайзер | С </br> Ln | Вкладки Табулатура | З.    |       |
| Малайзер | С </br> Ln | Туйсеркан          | D     |       |
| Нахаванд | Бм         | Весна              | Я     |       |
| Розен    | П          | Асадабад           | Ага   |       |

## Провінція Керманша (Коди: 1, 2)
| Центр                 | ۱۹          | ۱۹               | ۱۹  |
| --------------------- | ----------- | ---------------- | --- |
| Керманшах             | Б           | Б                | Б   |
| Місто                 | ۲۹          | Місто            | ۲۹  |
| Ісламабад </br> Захід | Б </br> Гей | Солодкий палац   | Я   |
| Ісламабад </br> Захід | Б </br> Гей | Сангар           | Ага |
| Даллас                | Б </br> Гей | Javanrood        | L   |
| Гілан Вест            | С           | Равансер         | L   |
| Гаразд                | D           | Сцена            | М   |
| Прокладати            | З.          | Харсін           | N   |
| Кенгавар              | П           | Бабаджані третій | І   |

## Провінція Язд (Коди: 1, 2)
Шаблон:وسط چین
| مرکز   | ۵۴                | ۵۴                | ۵۴                |
| ------ | ----------------- | ----------------- | ----------------- |
| یزد    | ب ج د س ص ط ق ل م | ب ج د س ص ط ق ل م | ب ج د س ص ط ق ل م |
| شهر    | ۶۴                | شهر               | ۶۴                |
| اردکان | ب                 | مهریز             | ص                 |
| تفت    | ج                 | ابرکوه            | ط                 |
| میبد   | د                 | طبس               | ق                 |
| بافق   | س                 | خاتم              | ل                 |
| بهاباد | س                 | صدوق              | م                 |

Шаблон:پایان

## Провінція Альборц(Коди: 1, 2, 2, 2, 2)
| Центр     | Код                                                 |
| --------- | --------------------------------------------------- |
| Карадж    | ۶۸ Усі букви </br> ۲۱ стор </br> ۳۸ د م .. </br> 2d |
| Фардіс    | ۶۸ Усі букви </br> ۲۱ стор </br> ۳۸ د م .. </br> 2d |
| Ештехард  | ۶۸ Усі букви </br> ۲۱ стор </br> ۳۸ د م .. </br> 2d |
| Місто     | Код                                                 |
| Савойблаг | ۷۸                                                  |
| Талехан   | ۷۸                                                  |
| Назарабад | ۲۱ стор                                             |

## Провінція Марказі (Коди: 1, 2)
Шаблон:وسط چین
| مرکز   | +     | ۴۷          | ۴۷          | ۴۷          |
| ------ | ----- | ----------- | ----------- | ----------- |
| اراک   | خنداب | ب ج د س ص ط | ب ج د س ص ط | ب ج د س ص ط |
| شهر    | ۵۷    | شهر         | ۵۷          |             |
| ساوه   | ب و ه‍ | دلیجان      | ص           |             |
| خمین   | ج     | آشتیان      | ط           |             |
| محلات  | د     | شازند       | ق           |             |
| تفرش   | س     | زرندیه      | ل           |             |
| فراهان | س     | کمیجان      | ن           |             |

Шаблон:پایان

## Провінція Бушер (Коди: 1, 2)
Шаблон:وسط چین
| مرکز    | ۴۸      | ۴۸      | ۴۸      |
| ------- | ------- | ------- | ------- |
| بوشهر   | ب ج د س | ب ج د س | ب ج د س |
| شهر     | ۵۸      | شهر     | ۵۸      |
| دشتستان | ب م     | کنگان   | د ن     |
| دشتستان | ب م     | عسلویه  | د ن     |
| گناوه   | ج       | دیر     | ط       |
| تنگستان | س       | دیلم    | ق       |
| دشتی    | ص       | جم      | ل       |

Шаблон:پایان

## Провінція Голестан (Коди: 1, 2)
Шаблон:وسط چین
| مرکز      | ۵۹        | ۵۹        | ۵۹        |
| --------- | --------- | --------- | --------- |
| گرگان     | ب ج د س ص | ب ج د س ص | ب ج د س ص |
| شهر       | ۶۹        | شهر       | ۶۹        |
| گنبدکاووس | ب و هـ    | بندرترکمن | ج         |
| گنبدکاووس | ب و هـ    | گُمیشان    | ج         |
| کردکوی    | د         | علی‌آباد   | س         |
| آزادشهر   | ص         | بندرگز    | ق         |
| رامیان    | ل         | آق قلا    | م         |
| مینودشت   | ط         | کلاله     | ن         |
| گالیکش    | ط         | مراوه تپه | ن         |

Шаблон:پایان
| Центр      | +          | ۳۱        | ۳۱           |
| ---------- | ---------- | --------- | ------------ |
| Хоррамабад | Як щодо    | Bcd p     | Bcd p        |
| Місто      | ۴۱         | Місто     | ۴۱           |
| Boroujerd  | Б </br> Mn | Кухдашт   | З. </br> Гей |
| Boroujerd  | Б </br> Mn | Ромашкан  | З. </br> Гей |
| Іди геть   | Д і        | Азна      | Я            |
| Олігодери  | С          | Полдохтар | Ага          |
| Дельфан    | П          | Династія  | L            |

## Провінція Курдистан (Коди: 1, 2)
Шаблон:وسط چین
| مرکز   | ۵۱        | ۵۱        | ۵۱        |
| ------ | --------- | --------- | --------- |
| سنندج  | ب ج د س ص | ب ج د س ص | ب ج د س ص |
| شهر    | ۶۱        | شهر       | ۶۱        |
| سقز    | ب م       | قروه      | س ن       |
| سقز    | ب م       | دهگلان    | س ن       |
| مریوان | ص و       | دیواندره  | ط         |
| بانه   | د ه‍       | کامیاران  | ق         |
| بیجار  | ج         | سروآباد   | ل         |

Шаблон:پایان

## Chaharmahal va Bakhtiari (Коди: 1, 2)
| Центр     | +                           | ۷۱       | ۷۱    | ۷۱    |
| --------- | --------------------------- | -------- | ----- | ----- |
| Шахракорд | Кіар, Бен </br> Організуйте | Bcd p    | Bcd p | Bcd p |
| Місто     | ۸۱                          | Місто    | ۸۱    |       |
| Брюген    | Б                           | Господи  | З.    |       |
| Арделл    | С                           | Ханміра  | З.    |       |
| Фарсан    | D                           | Червоний | П     |       |

## Провінція Хормозган (Коди: 1, 2)
| Центр              | +     | ۸۴        | ۸۴        | ۸۴        |
| ------------------ | ----- | --------- | --------- | --------- |
| Бандар Аббас </br> | Тісто | B C D S P | B C D S P | B C D S P |
| Місто              | ۹۴    | Місто     | ۹۴        |           |
| Мінаб              | Бм    | Порт      | С </br> N |           |
| Кіричний           | Бм    | Корп      | С </br> N |           |
| Родан              | D     | Абу Муса  | З.        |           |
| Яск                | П     | Сволоч    | Я         |           |
| Гаджіабад          | Ага   | Кешм      | L         |           |

## Сістан та провінція Балучестан (Коди: 1, 2)
| Центр    | +                   | ۸۵                   | ۸۵         |
| -------- | ------------------- | -------------------- | ---------- |
| Захедан  | Мір'ява             | Bcd p                | Bcd p      |
| Місто    | ۹۵                  | Місто                | ۹۵         |
| Забул    | Б </br> L </br> Гей | Сараван              | З. </br> N |
| Злив     | Б </br> L </br> Гей | Мехрістан            | З. </br> N |
| Гірманд  | Б </br> L </br> Гей | Яблука </br> І Суран | З. </br> N |
| Полудень | Б </br> L </br> Гей | Яблука </br> І Суран | З. </br> N |
| Хамун    | Б </br> L </br> Гей | Нікшар               | П </br> І  |
| Іраншахр | С </br> М           | Палац                | П </br> І  |
| Далган   | С </br> М           | Fanuj                | П </br> І  |
| Солдат   | Я                   | Чабахар              | Ага        |
| Скретч   | D                   | Конарак              | Ага        |

## Провінція Ардебіл (Код: 1)
| Центр      | +      | ۹۱                     | ۹۱    | ۹۱    |
| ---------- | ------ | ---------------------- | ----- | ----- |
| Ардебіл    | Сарейн | B і D                  | B і D | B і D |
| Місто      | ۹۱     | Місто                  | ۹۱    |       |
| Парсабад   | Q і    | Подивіться </br> Місто | Ага   |       |
| Асландо    | Q і    | Подивіться </br> Місто | Ага   |       |
| Халхал     | П      | Теплий                 | Я     |       |
| Білборд    | L      | Ні                     | М     |       |
| Не приходь | N      | Косар                  | І     |       |

## Провінція Південний Хорасан (Код: 2)
| Центр                     | Центр                     | Код               | Код               |
| ------------------------- | ------------------------- | ----------------- | ----------------- |
| Birjand </br> Між Йосифом | Birjand </br> Між Йосифом | D </br> ج до н. Е | D </br> ج до н. Е |
| Місто                     | ۵۲                        | Місто             | Код               |
| Фердос                    | Я                         | Каїн              | ۵۲ стор           |
| Вожді                     | Я                         | Зіркух            | ۵۲ стор           |
| Йде дощ                   | Я                         | Ведучий           | 1 л               |
| Небандан                  | Ага                       | Вкладки           | 1 год             |

## Провінція Північний Хорасан (Код: 2)
| Центр                         | Код                | Код                | Код                |
| ----------------------------- | ------------------ | ------------------ | ------------------ |
| Бойнурд </br> Секрет і жаргон | З. </br> ج до н. Е | З. </br> ج до н. Е | З. </br> ج до н. Е |
| Місто                         | ۲۶                 | Місто              | ۲۶                 |
| Вівчарки                      | П                  | Мій жарт           | Ага                |
| Спаррін                       | Я                  | Теплий             | Ага                |
| Мане і Сумкань                | L                  | Фарой              | М                  |

## Провінція Семнан (Коди: 1, 2)
| Центр   | +         | ۸۶         | ۸۶      |
| ------- | --------- | ---------- | ------- |
| Семнан  | Сорха     | До н.е.    | До н.е. |
| Місто   | ۹۶        | Місто      | ۹۶      |
| Шахроуд | С </br> Я | Гармар     | D       |
| Маямі   | С </br> Я | Арадан     | D       |
| Дамган  | Б         | Мехді Шахр | З.      |

## Провінція Занджан (Коди: 1, 2)
| Центр         | ۸۷          | ۸۷         | ۸۷    |
| ------------- | ----------- | ---------- | ----- |
| Занджан       | Bcd p       | Bcd p      | Bcd p |
| Місто         | ۹۷          | Місто      | ۹۷    |
| Абхар         | Б </br> Ага | Іджруд     | З.    |
| Солтані       | Б </br> Ага | Іджруд     | З.    |
| До побачення  | С           | Таром      | П     |
| Долина Хоррам | D           | Їх самогон | Я     |

## Провінція Кум (Код: 1)
| Qom | Б |

## Провінція Казвін (Коди: 1, 2)
| Центр       | +       | ۷۹          | ۷۹          |
| ----------- | ------- | ----------- | ----------- |
| Казвін      | Альборз | B C D S P L | B C D S P L |
| Місто       | ۸۹      | Місто       | ۸۹          |
| Виноградник | Б       | Буїн Захра  | С           |
| Абік        | D       | Ага         | С           |

## Провінція Ілам (Код: 1)
| Центр     | ۹۸      | ۹۸         | ۹۸      |
| --------- | ------- | ---------- | ------- |
| Ілам      | До н.е. | До н.е.    | До н.е. |
| Місто     | ۹۸      | Місто      | ۹۸      |
| Мехран    | П       | Валлі-Сіті | Я       |
| Малекшахі | П       | Бада       | Я       |
| Шардвелл  | L       | Дехлоран   | Ага     |
| Сірван    | L       | Іван       | М       |
| Галілан   | L       | Абадан     | N       |

## Коггілуе і провінція Бойер Ахмад (Код: 2)
Шаблон:وسط چین
| مرکز               | مرکز  | ۴۹       | ۴۹  |
| ------------------ | ----- | -------- | --- |
| یاسوج              | یاسوج | ب ج      | ب ج |
| شهر                | ۴۹    | شهر      | ۴۹  |
| گچساران (دوگنبدان) | ص     | کهگیلویه | ط   |
| گچساران (دوگنبدان) | ص     | بهمئی    | ط   |
| باشت               | ص     | چرام     | ط   |
| دنا                | ق     | لنده     | ط   |

Шаблон:پایان

## Номерний знак зони вільної торгівлі
Цей тип номерних знаків характерний для зон вільної торгівлі. Ця табличка має форму прямокутної форми і, на відміну від інших використовуваних плит, має американський стандартний розмір (стандартні американські пластини довжиною 5 дюймів і шириною 5 дюймів). Праворуч і над номером Pnjrqmy на фарсі і в нижній частині номер Pnjrqmy латинською написано на лівій стороні пластини синя смужка знаходиться на верхньому банері Ісламської Республіки Іран Vmkhff IRIRAN означає Ісламську Республіку Іран і Нижня її частина має назву зони вільної торгівлі, а її назва написана латиною. Цифри та букви на цій табличці чорні та надруковані на білому тлі.
6 серпня дорожня поліція оприлюднила нові таблички з вільної зони, на яких були видні таблички, що ідентифікують усі вільні зони та присвоєно числовий код на додаток до назви вільної зони та логотипу праворуч від таблички; Англійська форма написана внизу. Наприклад, код 1 призначений для білих автомобілів у вільній зоні Qeshm, а код 2 - для жовтих та номерних знаків таксі. (Не плутайте з національними кодами номерних знаків). Тепер номерний знак замінює старі номерні знаки, і власники автомобілів-фрілансерів можуть замінити номерний знак свого автомобіля на новий номерний знак.
Старий дизайн зон вільної торгівлі в Ірані
| Провінція            | Організаційний центр | Назва району | Старий номерний знак дизайну | Новий код                    |
| -------------------- | -------------------- | ------------ | ---------------------------- | ---------------------------- |
| Східний Азербайджан  | Джолфа               | Арас         | 200x200пкс                   | ۵۵ (особистий) ۵۶ (Загальне) |
| Хузестан             | Хоррамшахр - Абадан  | Арванд       | 200x200пкс                   | ۳۳ (особистий) ۳۴ (Загальне) |
| Гілан                | Анзалі               | Анзалі       | 200x200пкс                   | ۶۶ (особистий) ۶۷ (Загальне) |
| Сістан і Балучестан  | Чабахар              | Чабахар      | 200x200пкс                   | ۷۷ (особистий) ۷۸ (Загальне) |
| Гормозган            | Кешм                 | Кешм         | 200x200пкс                   | ۱۱ (особистий) ۱۲ (Загальне) |
| Гормозган            | Кіш                  | Кіш          | 200x200пкс                   | ۲۲ (особистий) ۲۳ (Загальне) |
| Західний Азербайджан | Маку                 | Маку         | 200x200пкс                   | ۴۴ (особистий) ۴۵ (Загальне) |

## Пов'язані запити
- Номерний знак безкоштовної зони
- Міжнародні номерні знаки
- Військовий номерний знак
- Автоматичне виявлення номера номерного знака транспортного засобу
- Автомобільні номерні знаки в Ірані
- Номерний знак транспортного засобу

## Зовнішні посилання
- До якої провінції належить кожен номерний номер? В ІСНА